# Erythrodontium squarrosum
Erythrodontium squarrosum là một loài Rêu trong họ Entodontaceae. Loài này được (Hampe) Paris mô tả khoa học đầu tiên năm 1904.